# アルミスラグ
アルミスラグとは、アルミ地金の打ち抜きなどで製造される、小型の加工用素材（中間製品）のことである。
「スラグ」（slug）の原義はナメクジで、そこから転じて金属の小片をこう呼ぶようになった。ただ、日本の金属業界で単に「スラグ」というと、金属精錬工程で排出される鉱滓（slag）を指すことが通例であり、「アルミの小片」という意味を明確にするため「アルミスラグ」という語が使用される。

## 製造方法
一般に、アルミ地金のコイル（巻き取られた板金）を、金型で打ち抜いて製造される。この方法は量産性に優れ、材料のムダが少ないとされる。金型と加工機の性能にもよるが、数㎜～150mm程度までの原材料厚が利用されている。

## 主な用途
非常に幅広い分野で利用されている。たとえば飲料やスプレーの缶など、絞り加工で量産されるものは、ほぼ100％が円盤状のアルミスラグから成型されている。アルミスラグ採用以前は、押し出し棒材を所定の厚みに輪切りにしていたが、厚みの均一化にやや難があり、量産性に劣るといった欠点があった。